# Mis hijos
Mis hijos es un cuadro del pintor español Joaquín Sorolla terminado en 1904. Está realizado en óleo sobre lienzo, y tiene un tamaño de 160,5 x 230,5 cm. Se encuentra en el Museo Sorolla en Madrid. 
El cuadro consiste en un retrato de un niño y 2 niñas en una habitación.